# Pandemia de COVID-19 na Colômbia
Este artigo documenta os impactos da pandemia de coronavírus 2019-2020 na Colômbia e pode não incluir todas as principais respostas e medidas contemporâneas.

## Linha do tempo

### Março
Em 6 de março, o Ministério da Saúde e Proteção Social confirmou o primeiro caso de coronavírus na Colômbia, uma paciente de 19 anos que viajou recentemente para Milão, na Itália.
Em 9 de março, mais dois casos foram confirmados.
Em 11 de março, mais seis casos foram confirmados, três em Medellín, dois em Bogotá e um em Cartagena. Mais tarde, no mesmo dia, mais três casos foram confirmados, elevando o total para 9.
Em 12 de março, mais quatro casos foram confirmados, dois em Bogotá e dois em Neiva. As autoridades declararam estado de emergência de saúde, suspendendo todos os eventos públicos envolvendo mais de 500 pessoas, bem como implementando medidas destinadas a impedir que os navios de cruzeiro atracassem em qualquer porto nacional.
Em 13 de março, três novos casos foram relatados, um em Bogotá, um em Palmira e outro em Villavicencio. O presidente Iván Duque anunciou que, a partir de 16 de março, a entrada na Colômbia será restrita para visitantes que estiveram na Europa ou na Ásia nos últimos 14 dias. Cidadãos e residentes colombianos que estiveram na Europa ou na Ásia podem ser admitidos no país, mas devem passar por uma auto-quarentena de 14 dias como precaução.
Além disso, Duque anunciou que a Colômbia encerraria todas as passagens de fronteira com a Venezuela a partir de 14 de março. A Associated Press relatou que os especialistas estão preocupados que a crise dos refugiados venezuelanos possa aumentar a propagação do vírus.
Na noite de 15 de março, o Ministério da Saúde anunciou 11 novos casos, elevando o total para 45. Desses 11, 6 estavam em Bogotá, 4 em Neiva e 1 na cidade de Facatativá. Além disso, o presidente Iván Duque, juntamente com os Ministérios da Saúde e Educação, anunciou a suspensão das aulas para todas as escolas e universidades públicas e privadas do país.
Na manhã de 16 de março, nove novos casos foram relatados em Bogotá. Mais tarde, no mesmo dia, três casos adicionais também foram relatados em Bogotá, elevando o total para 57. O presidente Iván Duque declarou que todas as fronteiras terrestres e marítimas  serão fechadas em conjunto com os governos do Equador, Peru e Brasil. Os departamentos de Córdoba, Meta e Santander emitiram toque de recolher para evitar a propagação do vírus.
Na manhã de 17 de março, o Ministério da Saúde da Colômbia confirmou mais 8 casos. Mais tarde, no mesmo dia, eles confirmaram outros 10 casos, elevando o total para 75. O prefeito de Cartagena estendeu o toque de recolher, que antes era aplicado apenas ao centro turístico da cidade a partir das 22 horas. As 16:00, para toda a cidade a partir das 18:00 às 4:00 da manhã durante a semana e por 24 horas nos finais de semana. A prefeita de Bogotá, Claudia López, anunciou uma broca de isolamento obrigatória para o fim de semana prolongado, de 20 a 23 de março.
Em 17 de março, às 21:00, horário local, o presidente Iván Duque fez um pronunciamento aos colombianos e declarou o estado de emergência, anunciando que tomaria medidas econômicas anunciadas no dia seguinte. A primeira medida adotada para a proteção dos idosos é decretar o isolamento obrigatório das 7:00 da manhã de 20 de março a 31 de maio para todos os adultos acima de 70 anos de idade. Eles devem permanecer em suas residências, exceto para comprar alimentos ou acessar serviços financeiros ou de saúde. As entidades governamentais foram instruídas a facilitar o recebimento de pensões, remédios, assistência médica ou alimentos em casa.
Na noite de 20 de março, o presidente Iván Duque anunciou uma quarentena nacional de 19 dias, começando em 24 de março à meia-noite e terminando em 12 de abril à meia-noite.
Em 21 de março, o Ministério da Saúde confirmou a primeira morte por coronavírus na Colômbia, um homem de 58 anos que trabalhava como taxista em Cartagena, que morreu em 16 de março e teria transportado turistas italianos em seu táxi em 4 de março. Segundo as autoridades, a pessoa começou a apresentar sintomas dois dias depois. Inicialmente, a COVID-19 havia sido descartada como a causa de sua morte, pois havia testado negativo para o coronavírus, no entanto, sua irmã havia testado positivo para a doença. Após a morte do paciente, o Instituto Nacional de Saúde (INS) analisou dois testes dele, ambos negativos com um dos que foram tomados indevidamente, mas decidiu manter a investigação aberta devido ao estado da irmã. Eventualmente, o INS concluiu que o taxista era sua única fonte possível de contágio, atribuindo sua morte ao novo vírus, apesar das evidências de laboratório que afirmam o contrário.
Na noite de 21 de março, cerca de 23 prisioneiros foram mortos e 83 ficaram feridos durante um motim na prisão de La Modelo, em Bogotá, que explodiu em meio a temores sobre a disseminação do coronavírus pela cadeia. Prisioneiros em todo o país protestavam contra a superlotação nas prisões, bem como os maus serviços de saúde desde o surto da COVID-19.
Em 22 de março, o Ministério da Saúde confirmou a segunda morte ligada ao vírus, uma mulher de Yumbo, de 70 anos, cuja filha havia retornado de Cuba em 2 de março e relatou ter tido contato com duas pessoas dos Estados Unidos, uma delas dos quais tiveram resultado positivo para coronavírus. Além disso, 21 novos casos foram relatados, elevando o total para 231.
Em Córdoba, moradores que desrespeitarem  as regras obrigatórias de isolamento social impostas pelo governo recebem o castigo por pelo menos meia hora em praça pública.

### Abril
Em 12 de abril, o país registrava 2.766 casos confirmados, 270 pacientes recuperados e 109 mortes.
Em 15 de abril, o governo emitiu um decreto (que havia anunciado três semanas antes) para permitir que 5.000 prisioneiros voltassem para suas casas. O foco estava nos prisioneiros deficientes, doentes, com mais de 60 anos e mães (grávidas, amamentando ou com filhos menores de 3 anos), e que já haviam cumprido cerca da metade de sua breve sentença original.
Em 20 de abril, o presidente Iván Duque, anunciou uma nova extensão do bloqueio nacional até 11 de maio, mas permitiu que os setores de construção e manufatura reabrissem a partir de 27 de abril, sob protocolos específicos. Os vôos comerciais domésticos e internacionais permaneceriam suspensos até o final de maio, assim como o transporte intermunicipal. Por outro lado, era necessário que o transporte público nas cidades operasse com uma capacidade máxima de 35%. Exercícios físicos feito de maneira individual também foi permitido.

### Maio
Até 4 de maio, 268 presos foram libertados sob o decreto de 15 de abril relacionado à crise da saúde. (Enquanto isso, milhares de outros prisioneiros foram libertados por mecanismos comuns, como o término de suas sentenças).
Em 5 de maio, o Presidente Iván Duque anunciou uma nova extensão do bloqueio nacional por duas semanas, até 25 de maio à meia-noite. Ele também anunciou que, apesar do bloqueio, mais setores econômicos poderão reabrir sob protocolos rígidos a partir de 11 de maio: indústrias de automóveis, móveis e roupas, comércio atacadista e certos varejistas, como lavanderias, livrarias e artigos de papelaria. As crianças de 6 a 17 anos poderão sair três vezes por semana durante 30 minutos, sendo necessário que as crianças de 14 anos ou menos estejam acompanhadas por um adulto que não faz parte de um grupo de alto risco (com mais de 70 anos). Além disso, os municípios sem casos confirmados de COVID-19 também poderão começar a reabrir seus setores econômicos, em coordenação com prefeitos, governadores e governo nacional. Bares, restaurantes, clubes e grandes eventos ainda não podem reabrir. Nesse mesmo dia, o país registrou seu recorde no número de casos de contaminação de COVID-19, atingindo 640 novos casos em apenas um dia.